# جو کریون (بازیکن فوتبال)
جو کریون (انگلیسی: Joe Craven; ۲۸ دسامبر ۱۹۰۳ – ۱۹۷۲ (۶۸−۶۹ سال)) بازیکن فوتبال اهل بریتانیا بود.
از باشگاه‌هایی که در آن بازی کرده‌است می‌توان به باشگاه فوتبال پرستون نورث اند، باشگاه فوتبال نیوپورت کانتی، باشگاه فوتبال استوک‌پورت کانتی، باشگاه فوتبال سوانزی سیتی و باشگاه فوتبال پورت ویل اشاره کرد.